# Język ambakich
Język ambakich, także: aion, porapora – język papuaski z prowincji Sepik Wschodni w Papui-Nowej Gwinei (dystrykt Angoram). Według danych szacunkowych z 2008 r. posługuje się nim 770 osób.
Jego użytkownicy zamieszkują siedem wsi: Pangin, Arango, Ombos, Akaian, Oremai, Agurant i Yaut. Wyróżnia się dwie grupy dialektalne: północną i południową.
Nazwa „ambakich” pochodzi od miejscowej formy wyrazu „nie”. „Aion” to nazwa terenu i grupy etnicznej. Określenie „porapora” wzięło się przypuszczalnie od nazwy rzeki Porapora (Bien).
Zagrożony wymarciem. Odnotowano, że jest wypierany przez tok pisin, który staje się preferowanym środkiem komunikacji. Inne języki nie są w powszechnym użyciu.
Został zaliczony do języków grass w ramach rodziny języków Ramu i dolnego Sepiku (Lower Sepik-Ramu). Timothy Usher umieścił ambakich w niewielkiej rodzinie keram, łącząc go w jedną gałąź wschodnią z językiem ap ma.
Nie wykształcił piśmiennictwa.